# Schinderbach (Götzinger Achen)
Der Schinderbach ist ein ca. 2 km langer südwestlicher Zufluss des Waginger Sees. Er entsteht aus mehreren Oberläufen, zuletzt aus dem linken Lohbach und dem rechten Dobelbach (oder Forstgraben?). Der letzte, mit seinem rechten Zufluss/Oberlauf Forstgraben, ist der längere Quellfluss. Beide Oberläufe entspringen mehr oder weniger südlich von Waging am See. Der Schinderbach fließt durch den Ortsteil Gaden und mündet nach knapp 2 km nordöstlichen Laufs beim Campingplatz Schwanenplatz an der Spitze einer in diesen vorgeschobenen Mündungsnase in den Waginger See.
Mit dem längsten der Oberlaufstränge zusammen ist der Gesamtzug des Baches mit über 12 km deutlich länger und fließt dann vorwiegend nördlich. Die mündungsfernsten Abschnitte liegen in den Gemeinden Wonneberg, Surberg und Teisendorf.